# أربا درة سي (تبريز)
أربا درة سي هي قرية في مقاطعة تبريز، إيران. عدد سكان هذه القرية هو 793 في سنة 2006.